# Лукьяновка (Крым)
Лукья́новка (до 1948 года Аски-Джабаш (Эски-Джабач); укр. Лук'я́нівка, крымскотат. Eski Cabaç, Эски Джабач) — исчезнувшее село в Симферопольском районе Крыма. Располагалось на западе района, в степной зоне Крыма, в балке правого притока ручья Тереклав, примерно в 2 км севернее села Ключевое.

## История
Первое документальное упоминание поселения встречается в «Списке населённых мест Таврической губернии по сведениям 1864 года», составленном по результатам VIII ревизии 1864 года, согласно которому Эски-Джабач — владельческий хутор с 1 двором и 12 жителями при колодцахъ в Сарабузской волости Симферопольского уезда (на трёхверстовой карте 1865—1876 годов обозначена экономия Шурхайлова без указания числа дворов).
После земской реформы 1890-х годов деревню передали в состав новой Булганакской волости. В «…Памятной книжке Таврической губернии на 1900 год» вновь упоминается экономия Эскиджабач. В Статистическом справочнике Таврической губернии 1915 года опознать экономию пока не удалось.
После установления в Крыму Советской власти, по постановлению Крымревкома от 8 января 1921 года была упразднена волостная система и село включили в состав вновь созданного Подгородне-Петровского района Симферопольского уезда, а в 1922 году уезды получили название округов. 11 октября 1923 года, согласно постановлению ВЦИК, в административное деление Крымской АССР были внесены изменения, в результате которых был ликвидирован Подгородне-Петровский район и образован Симферопольский и село включили в его состав. Согласно Списку населённых пунктов Крымской АССР по Всесоюзной переписи 17 декабря 1926 года, в артели «Красный Воин» (бывший Эски-Джабач), в составе (упразднённого к 1940 году Дорт-Кульского сельсовета Симферопольского района, числилось 15 дворов, все крестьянские, население составляло 41 человек, из них 33 русских, 2 украинцев, 2 немцев, 1 белорус, 2 записаны в графе «прочие». Постановлением президиума КрымЦИК от 26 января 1935 года «Об образовании новой административной территориальной сети Крымской АССР» был создан Сакский район и артель была передана в его состав.
После освобождения Крыма и депортации крымских татар, 12 августа 1944 года было принято постановление № ГОКО-6372с «О переселении колхозников в районы Крыма» и в сентябре 1944 года в район приехали первые новосёлы (214 семей) из Винницкой области, а в начале 1950-х годов последовала вторая волна переселенцев из различных областей Украины. С 25 июня 1946 года Эски-Джабач в составе Крымской области РСФСР. Указом Президиума Верховного Совета РСФСР от 18 мая 1948 года Аски-Джабаш (Эски-Джабач) переименовали в Лукьяновку. Указом Президиума Верховного Совета УССР «Об укрупнении сельских районов Крымской области» от 30 декабря 1962 года Лукьяновку присоединили к Бахчисарайскому району, а
1 января 1965 года указом Президиума ВС УССР «О внесении изменений в административное районирование УССР — по Крымской области» её включили в состав Симферопольского района. Ликвидировано до 1960 года, поскольку на эту дату уже не числилось (согласно справочнику «Крымская область. Административно-территориальное деление на 1 января 1968 года» в период с 1958 по 1968 год).